# Paul Kellerman
Pour les articles homonymes, voir Kellerman.
Ne doit pas être confondu avec François Christophe Kellermann.
Paul Kellerman est un personnage du feuilleton télévisé Prison Break joué par Paul Adelstein. 
Architecte de la conspiration qui envoie Lincoln Burrows dans le couloir de la mort (bien qu'il n'en soit pas le commanditaire), il fait figure d'antagoniste principal de la saison 1. Se sentant trahi par ses supérieurs hiérarchiques au milieu de la saison 2, il finit par se rallier aux héros et devenir un précieux point d'appui pour ces derniers. Il est tué dans la saison 5.  

## Préambule
Après être sorti avec mention de l'académie de West Point, Paul Kellerman sert durant la première guerre du Golfe, finissant au grade de lieutenant-colonel. Bien qu'il ait devant lui une prometteuse carrière dans l'armée, il reçoit une meilleure offre du gouvernement fédéral : un poste de commandement au sein du Secret service. Par la suite, il est affecté auprès de la Vice-Présidente Caroline Reynolds, qu'il servira durant quinze années.

## Saison 1
Avec son partenaire Daniel Hale, Paul Kellerman va souvent très loin pour remplir ses fonctions pour la Vice-Présidente. Kellerman croit que Reynolds est le meilleur choix pour la présidence et il fait ce qui est le mieux pour son pays. Cela devient bientôt évident lorsqu'il commence à tuer tous ceux qui menacent la conspiration. C'est pourquoi, il est aussi impliqué dans tout ce qui concerne de près ou de loin l'affaire Lincoln Burrows. Paul Adelstein explique: « He certainly knows the truth about the case, but he's also loyal to the president and would move mountains for her. » (« Il est certainement au courant de la vérité concernant ce dossier, mais il est aussi foncièrement loyal envers la Présidente et déplacerait des montagnes pour elle. »).
Suivant les ordres de Caroline Reynolds, les agents Kellerman et Hale abattent froidement Lisa Rix et Adrian, la mère et le beau-père de L.J. Burrows, et tente de tuer l'adolescent. Un peu plus tôt, ils avaient déjà assassiné le fiancé de Veronica Donovan, tout comme Leticia Barris, la dernière petite-amie d'un témoin pouvant innocenter Lincoln Burrows. Cependant, par la suite, leur tentative pour tuer Veronica et Nick Savrinn échoue.
En fin de compte, Kellerman tue Hale après l'avoir surpris en train de fournir des informations à Veronica Donovan. Alors que jusqu'ici, Kellerman semblait éliminer des gens innocents sans éprouver le moindre remords (dans le cas de Quinn avec même une certaine jubilation), Kellerman est visiblement éprouvé d'avoir dû assassiner son ami de longue date, ils venaient de la même académie. Il avait confiance en la loyauté de Hale et s'est senti trahi.
C'est ce qui lui a permis d'ignorer les supplications désespérées de son ami et d'appuyer sur la détente. Paul Adelstein précise: « I did a lot of research on these agents, and to a certain degree, you have to be a robot. But my character's not totally a robot. What's fun is finding the balance between that and his human side. » (« J’ai effectué de nombreuses recherches sur les agents comme lui, et à un certain degré, ils sont obligés d’agir comme des robots. Ce qui est intéressant dans le rôle c’est de trouver l’équilibre parfait entre son côté machine et son côté humain. »). Peu après, L.J. apprend que Kellerman vit sous couverture sous le nom de Owen Kravecki, un responsable des ventes pour une société de fabrication de viande de bœuf séchée. Grâce à cette information, L.J. retrouve sa trace et pénètre dans sa maison avec une arme pour lui faire face. Toutefois, la police parvient à l'arrêter après qu'il a tenté d'abattre Kellerman.
Voulant éliminer Lincoln Burrows une bonne fois, il provoque un accident lors d'un droit de sortie de Lincoln pour voir visiter LJ. Kellerman tente d'étouffer Lincoln. Ce droit de sortie a en réalité, été orchestré par l'agent Kellerman et la Vice-Présidente Reynolds pour éliminer Lincoln une bonne fois pour toutes. Ils provoquent un accident de voiture pour maquiller leurs intentions. Après que le fourgon de la prison s'est écrasé, Kellerman tente d'étouffer Lincoln mais son père, Aldo Burrows le frappe en le rendant inconscient.
Sa relation avec la Vice-Présidente Reynolds est particulière car il est très familier avec elle quand ils discutent en privé. Kellerman tient véritablement à Reynolds et la soutient sans cesse, particulièrement au moment où le Cartel la menace. Quand Reynolds devient Présidente à la fin de la première saison, Kellerman reste à ses côtés.

## Saison 2
Au lieu de se lancer dans la chasse à l'homme des « huit de Fox River », Kellerman décide de suivre la piste de Sara Tancredi, qu'il pense le mènera à Michael Scofield et Lincoln Burrows. Il téléphone à la présidente Caroline Reynolds pour l'informer de la situation. S'infiltrant dans une réunion des drogués anonymes que suit Sara, Kellerman se fait passer pour un homosexuel toxicomane nommé Lance.
Par la suite, Kellerman sympathise avec elle, continuant sa mission supervisée par William Kim, que la présidente Reynolds a désigné comme étant l'intermédiaire entre Kellerman et elle. En découvrant une série de chiffres écrits sur des grues en origami reçus par Sara, qui semblent correspondre à un numéro de téléphone, Kellerman essaie de retracer le numéro mais celui-ci s'avère être non affecté depuis 17 ans.
Kellerman commence alors à se retrouver isolé, s'énervant de se voir interdire l'accès à Reynolds, bien que l'agent Kim lui avait ordonné de ne pas se rendre à Washington D.C.. Coïncidence, le père de Sara, Frank Tancredi, que Kellerman avait rencontré un peu plus tôt, se trouve également à la Maison-Blanche. Le gouverneur Tancredi téléphone immédiatement à Sara pour la prévenir de ne pas faire confiance à "Lance", ignorant que son appel est sur écoute. Kim ordonne alors que le gouverneur et sa fille soient assassinés, ce que Kellerman n'estime pas nécessaire. Cela oblige Kellerman à revoir sa stratégie. Il s'arrange donc que L.J. soit libéré, afin de s'en servir comme appât pour capturer Lincoln Burrows. Kellerman critique William Kim, qui n'est pas du même avis, pour les méthodes meurtrières du Cartel alors que Reynolds est présente dans le bureau.
Après l'échec de la tentative de capturer Lincoln, Kellerman se concentre de nouveau sur le code présent dans les origamis, découvrant finalement qu'il ne s'agit pas d'un numéro de téléphone, mais bien d'un message de Michael donnant rendez-vous à Sara. Kellerman communique cette information à Alexander Mahone et lui ordonne de tuer tous les fugitifs restants. Quant à lui, il reçoit l'ordre par Kim de retourner sur son objectif principal, Sara Tancredi, qu'il finit par capturer.
Après l'avoir traînée de force jusque dans une chambre d'hôtel, Kellerman la torture pour la faire parler. Comme cela ne donne pas les résultats escomptés, Kim ordonne à Kellerman de la tuer, lui indiquant clairement que cela sera son cas s'il refuse. Finalement, Kellerman tente de la noyer dans la baignoire de l'hôtel mais elle réussit à s'échapper tout en lui brûlant le torse avec un fer à repasser. Apprenant l'échec de Kellerman, Kim décide de faire disparaître Kellerman de tous les documents pouvant prouver son existence. Pourtant, Kellerman passe un marché avec Kim pour arranger le meurtre de Michael et Lincoln, escortés jusqu'à Fox River à la suite de leur capture par l'Agent Mahone. En réalité, Kim se sert de Kellerman, en effet il ordonne à Mahone de le tuer lorsque les deux frères seront morts. Au moment où ils réussissent à coincer les deux frères dans un tunnel d'autoroute à Albuquerque, Kellerman tire sur Alexander Mahone et propose son aide aux deux fugitifs. Après s'être échappés, ils vont à la recherche de Terrence Steadman qui est isolé dans sa demeure gardée en permanence par des agents fédéraux. Kellerman parvient à tuer les gardes de Terrence Steadman et l'enlève pour pouvoir l'identifier auprès de la presse et ainsi dénoncer toute la conspiration. Dans la chambre d'hôtel où ils se sont réfugiés, Terrence Steadman révèle que Kellerman était amoureux de Caroline Reynolds et qu'il l'avait demandée en mariage. Michael appelle une chaîne de télévision pour montrer Steadman au monde, contre la volonté de Paul qui préfererai l'amener à Washington pour le livrer aux autorités. Terrence Steadman ne peut se résoudre à finir ses jours en prison et préfère se suicider. Dégoûté, Kellerman annonce à Michael et Lincoln qu'ils n'ont plus rien et qu'ils doivent s'en aller.
Dans l'épisode suivant, Kellerman enlève un cadreur avec l'aide de Michael et Lincoln. Après quelques heures de route Michael lui expose son plan pour retrouver Sara en faisant une vidéo avec la caméra. Après avoir relâché le cameraman une vidéo mettant en scène Michael et Lincoln impliquant la conspiration circule dans les médias, l'écho est très fort mais la cassette est immédiatement discréditée par le Cartel. Mais cela affecte peu Kellerman et les deux frères car le véritable but était de donner un lieu de rendez-vous à Sara pour trouver la preuve innocentant Lincoln, ce lieu s'avère être l'hôpital Saint-Thomas à Akron dans l'Ohio. Une fois sur place les deux frères attendent Sara mais Kellerman reste à l'écart et entre-temps reçoit un appel de Caroline Reynolds, elle s'excuse d'avoir renvoyé Kellerman et lui promet que tout rentrera dans l'ordre s'il livre les deux frères, Kellerman raccroche, remettant ainsi en cause sa loyauté envers Michael et Lincoln. Dans La Fin du voyage, Kellerman reçoit un autre appel de Reynolds lui disant de livrer les deux frères à Chicago. Lorsque Sara arrive à la gare d'Evansville dans l'Indiana elle reconnaît immédiatement Kellerman et en fait part à Michael, ce dernier et Lincoln tiennent ensuite Kellerman en joue mais cessent ensuite se rendant compte qu'il a des ressources qu'ils n'ont pas.
Caroline continue d'appeler Paul Kellerman mais ce dernier comprend en fait qu'il s'agit d'un piège orchestré par le Cartel et l'Agent Kim.
Peu après, lorsque Michael, Lincoln et Sara accompagnés de Henry Pope s'enfuient du club de cigares en voiture, Kellerman veut aussi les rejoindre mais Sara verrouille la portière de la voiture et s'enfuient en le laissant seul.
Il envisage d'assassiner Caroline Reynolds, mais l'intervention de Michael Scofield l'empêche de mener jusqu'au bout son projet.
Plus tard, Paul revêt son uniforme de capitaine ainsi que ses médailles qu'il avait acquises autrefois à l'armée, puis se munit d'un pistolet et tente de se suicider. Mais son arme s'enraye. Sa sœur, ayant été mise au courant de l'incident, se rend immédiatement chez celui-ci et tente de le consoler en lui disant qu'il peut réparer le mal qu'il a fait, qu'une autre vie l'attend et que ce n'est pas pour rien que son arme s'est enrayée. Après cela, Paul décide d'aller témoigner au procès de Sara Tancredi en révélant toute la vérité sur l'accusation de Lincoln Burrows manigancée depuis le début par le Cartel, grâce à son témoignage, Sara est complètement disculpée. Après son témoignage, il est arrêté. Lors du trajet pour la prison, la camionnette tombe en panne et s'arrête sous un pont. L'un des deux gardes sort pour la réparer tandis que Paul, en s'adressant à l'autre resté dans la camionnette, prononce ses dernières phrases : « Les résistants en général s'estimaient très honorés de finir devant un peloton d'exécution. Ils avaient joué leur rôle. Et l'honneur suprême était de sourire devant la salve ». C'est à ce moment précis que des hommes masqués et armés de fusils à pompe surgissent et ouvrent la porte arrière de la voiture. Paul Kellerman leur dit ironiquement « J'ai failli vous attendre », les hommes ouvrent le feu à de nombreuses reprises dans la camionnette. En fait Kellerman n'est pas tué mais libéré par le groupe qui lutte contre le Cartel qu'avait fondé Aldo Burrows, le père des deux frères.

## Saison 4
Franklin travaille en coopération avec Paul Kellerman et les Nations unies. Il veut Scylla, l'arme de la Compagnie. Pour cela. Franklin va joindre Sucre qui va le mener à Michael. Kellerman va réussir à appeler Michael lorsque celui-ci a récupéré Sara, Lincoln et Scylla . (« Tu n'es pas une personne facile à joindre, tu sais ») Michael rendra Scylla à Kellerman non sans hésitations, et l'ex-agent le fera blanchir grâce aux Nations unies, ainsi que Lincoln, Sucre, Mahone et Franklin. Cela permettra l'arrestation du chef de la Compagnie le général Jonathan Krantz et de T-Bag.
Dans l'épilogue de la série, soit quatre ans plus tard, nous apprenons qu'il est devenu Congressman (député) des États-Unis. Toutefois son passé le rattrape lorsque la veuve de Daniel Hale, son ancien partenaire que Kellerman a tué de sang froid dans la première saison alors que sa femme était enceinte, vient l'invectiver. Kellerman reconnaît "Allison" (il l'appelle par son prénom à voix basse) mais déclare haut et fort que son mari était "un véritable héros américain" ("A real american heroe"). Il n'en faut pas moins à Mrs Hale pour lui cracher à la figure. Le Congressman (député) Kellerman prend un air relaxé en disant que ce n'est pas grave, et regagne sa voiture. Toutefois, alors qu'il s'essuie la tête avec un mouchoir, son visage ne peut retenir une expression qui en dit long sur les remords qu'il éprouve quant à son passé. Le fait d'avoir rejoint les Nations-Unies et d'être devenu Congressman (député) en est probablement une preuve  .

## Saison 5
Kellerman travaille au département d'État. Il convoque Sara dans son bureau pour lui révéler des éléments sur la cellule Vide 21. Peu de temps après il sera accusé à tort par Sara d'avoir piraté son téléphone. 
Alors que T-Bag est entré chez lui pour avoir des informations concernant Poséidon, Paul se fait tirer dessus au niveau du thorax par des agents de Poséidon.
T-Bag prend la fuite et Van, un agent de la cellule Vide-21 tue Kellerman.

## Informations complémentaires
- Le nom de Kellerman a été donné en référence à Roy Kellerman (en), l'agent du Secret Service qui voyageait dans la limousine de John F. Kennedy lors de son assassinat.

- L'adresse de Paul Kellerman (alias Owen Kravecki) est: 226 High Point Blvd. Chicago, IL 60607. Son numéro de téléphone est le 312-555-0167[4].

- Avant Le Piège parfait, Michael, Sucre et les autres évadés excepté Lincoln étaient les seuls personnages principaux qui n'ont pas croisé Kellerman. Même Brad Bellick a rencontré "Roy Hawkings" après que Kellerman n'eut pas réussi à tuer Lincoln dans La Clé et devait prétendre être un témoin de "l'accident de voiture" qui était supposé tuer Lincoln.